# Рибалка (селище)
Рибалка (рос. Рыбалка) — селище Маймінського району, Республіка Алтай Росії. Входить до складу Маймінського сільського поселення.
Населення — 52 особи (2015 рік).